# Kurentovanje

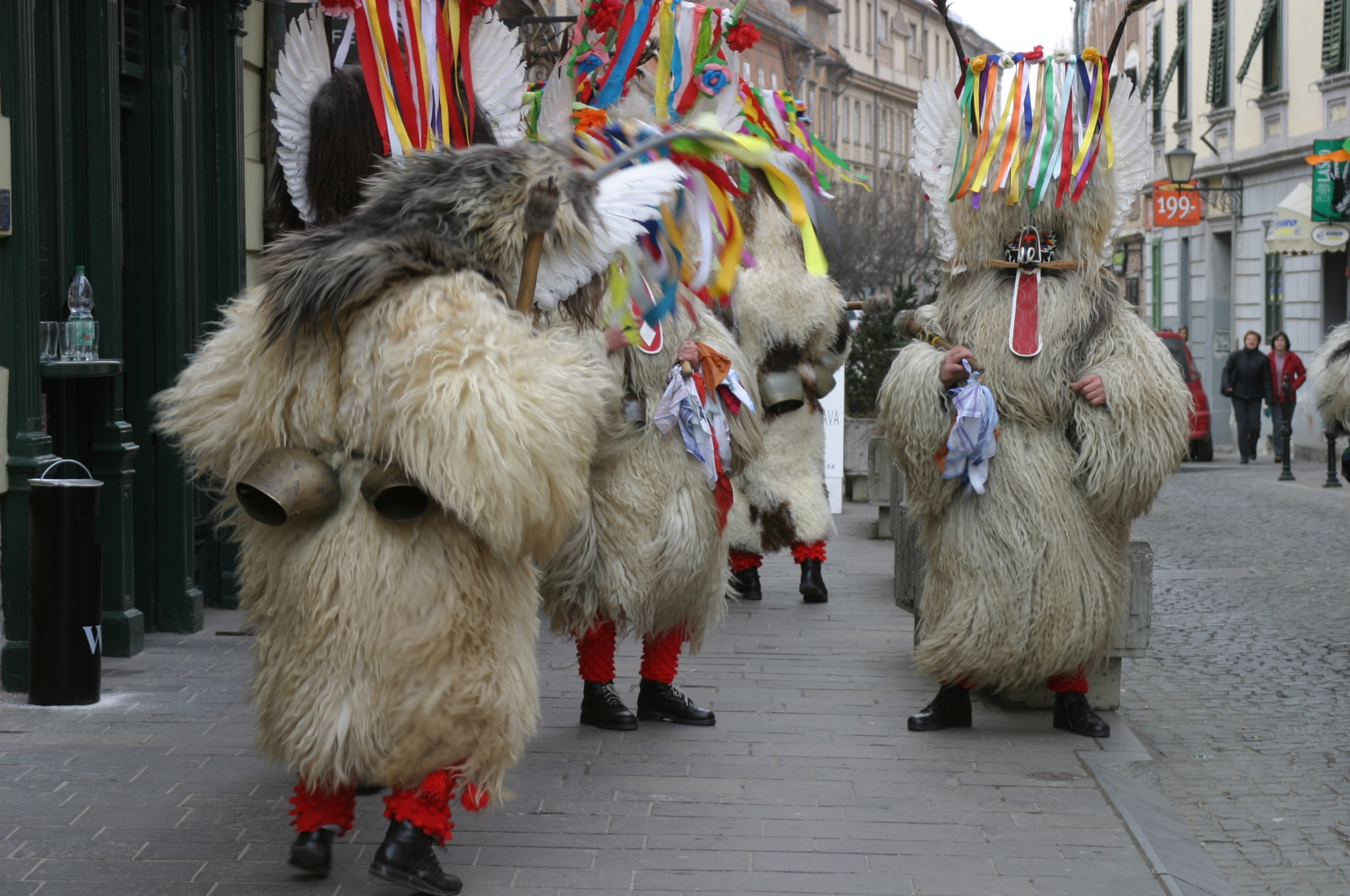
Kurents con sus atuendos típicos en Ptuj.

Kurentovanje es un rito y festividad que se extiende por diez días que celebra la primavera y la fertilidad en Eslovenia. Si bien sus orígenes son inciertos, muy probablemente sus raíces se encuentran asociadas al paganismo eslavo.

## Primer Kurentovanje
El domingo 27 de febrero de 1960, se realizó el primer evento denominado Kurentovanje en Ptuj, en el mismo participaron markovci con máscaras tradicionales de carnaval que desfilaron en una procesión carnavalesca. Acompañados por música de una banda local, los líderes de la procesión que eran lanceros bailaron seguidos de granjeros, »rusa«, un oso, fairies, cockerels y Kurents. Los bailes y los diseños de cada máscara tradicional fueron explicados a los participantes mediante altavoces. 
Al año siguiente las máscaras de markovci fueron acompañadas por agricultores de Lancova Vas, leñadores de Cirkovci y lloronas de Hajdina. Por primera vez durante la tarde se presentaron grupos de carnaval no etnográficos. En 1962 al evento se sumaron participantes de otras localidades tales como »laufarji» (corredores) de Cerkno y "borovo gostuvanje" (participantes del casamiento del pino) de Predanovci en la región de Prekmurje. 
El aspecto internacional del evento fue desarrollándose en los años subsiguientes cuando a las máscaras tradicionales locales y eslovenas se agregaron máscaras de Croacia, Serbia, Macedonia, Hungría, Austria, Italia, entre otros.